# 2012年のインディ500
2012年のインディ500は、2012年5月27日に開催されたインディ500第96回のレースである。2012年のインディカー・シリーズの第5戦として行われた。全車ダラーラシャシー『DW12』・ファイアストンタイヤを使用。

## 予選

### 予選第1日『ポール・デイ』
- 5月19日に行われた。まず暫定予選通過24台を決めたあと、上位9人による最終予選『ファスト9』によってポール・ポジションを決定した。なお、ファスト9に進出した9台は予選通過と予選順位が確定した。
- ファスト9進出者はファスト9の記録、それ以外は予選の記録を表示。

| 1                      | 2  | ライアン・ブリスコー      | チーム・ペンスキー                           | シボレー | 226.484 mph (364 km/h)       | 15 |
| 2                      | 27 | ジェームス・ヒンチクリフ  | アンドレッティ・オートスポーツ               | シボレー | 226.481 mph (364 km/h)       | 13 |
| 3                      | 28 | ライアン・ハンター＝レイ  | アンドレッティ・オートスポーツ               | シボレー | 226.240 mph (364 km/h)       | 12 |
| 4                      | 26 | マルコ・アンドレッティ    | アンドレッティ・オートスポーツ               | シボレー | 225.456 mph (363 km/h)       | 11 |
| 5                      | 12 | ウィル・パワー            | チーム・ペンスキー                           | シボレー | 225.422 mph (363 km/h)       | 10 |
| 6                      | 3  | エリオ・カストロネベス    | チーム・ペンスキー                           | シボレー | 225.172 mph (362 km/h)       | 9  |
| 7                      | 67 | ジョセフ・ニューガーデン  | サラ・フィッシャー・ハートマン・レーシング   | ホンダ   | 224.037 mph (361 km/h)       | 8  |
| 8                      | 11 | トニー・カナーン          | KVレーシング・テクノロジー                   | シボレー | タイム無し（ウェーブ・オフ） | 7  |
| 9                      | 5  | E.J.ヴィソ                | KVレーシング・テクノロジー                   | シボレー | タイム無し（ウェーブ・オフ） | 6  |
| 10 - 24位              |    |                           |                                              |          |                              |    |
| 10                     | 8  | ルーベンス・バリチェロ    | KVレーシング・テクノロジー                   | シボレー | 224.264 mph (361 km/h)       | 4  |
| 11                     | 98 | アレックス・タグリアーニ  | ブライアン・ハータ・オートスポーツ           | ホンダ   | 224.000 mph (360 km/h)       | 4  |
| 12                     | 38 | グラハム・レイホール      | チップ・ガナッシ・レーシング                 | ホンダ   | 223.959 mph (360 km/h)       | 4  |
| 13                     | 25 | アナ・ベアトリス          | アンドレッティ・オートスポーツ               | シボレー | 223.920 mph (360 km/h)       | 4  |
| 14                     | 83 | チャーリー・キンボール    | チップ・ガナッシ・レーシング                 | ホンダ   | 223.868 mph (360 km/h)       | 4  |
| 15                     | 9  | スコット・ディクソン      | チップ・ガナッシ・レーシング                 | ホンダ   | 223.684 mph (360 km/h)       | 4  |
| 16                     | 50 | ダリオ・フランキッティ    | チップ・ガナッシ・レーシング                 | ホンダ   | 223.582 mph (360 km/h)       | 4  |
| 17                     | 19 | ジェームズ・ジェイクス    | デイル・コイン・レーシング                   | ホンダ   | 223.482 mph (360 km/h)       | 4  |
| 18                     | 4  | J.R.ヒルデブランド        | パンサー・レーシング                         | シボレー | 223.422 mph (360 km/h)       | 4  |
| 19                     | 15 | 佐藤琢磨                  | レイホール・レターマン・ラニガン・レーシング | ホンダ   | 223.392 mph (360 km/h)       | 4  |
| 20                     | 99 | タウンゼント・ベル        | シュミット・ハミルトン・モータースポーツ     | ホンダ   | 223.134 mph (359 km/h)       | 4  |
| 21                     | 18 | ジャスティン・ウィルソン  | デイル・コイン・レーシング                   | ホンダ   | 222.929 mph (359 km/h)       | 4  |
| 22                     | 30 | ミチェル・ジョルディンJr. | レイホール・レターマン・ラニガン・レーシング | ホンダ   | 222.893 mph (359 km/h)       | 4  |
| 23                     | 77 | サイモン・パジェノ        | シュミット・ハミルトン・モータースポーツ     | ホンダ   | 222.891 mph (359 km/h)       | 4  |
| 24                     | 17 | セバスチャン・サーベドラ  | アンドレッティ・オートスポーツ               | シボレー | 222.811 mph (359 km/h)       | 4  |
| 参照：インディカー公式 |    |                           |                                              |          |                              |    |

### 予選第2日『バンプ・デイ』
- 5月20日に行われた。予選通過の枠残り9つをかけて争った。前日のポール・デイも含め、予選に参加したドライバーが33人のみだったため、予選落ちは発生せず、予選に参加したドライバー全員が予選を通過した。そのため、10-24位のドライバーも順位通り[1]で予選通過が確定した。

| バンプ・デイ（5/20）   | バンプ・デイ（5/20） | バンプ・デイ（5/20）       | バンプ・デイ（5/20）                       | バンプ・デイ（5/20） | バンプ・デイ（5/20）   | バンプ・デイ（5/20） |
| 順位                   | No.                  | ドライバー                 | チーム                                     | エンジン             | 4周平均速度            | ポイント             |
| ---------------------- | -------------------- | -------------------------- | ------------------------------------------ | -------------------- | ---------------------- | -------------------- |
| 25                     | 7                    | セバスチャン・ボーデ       | ドラゴン・レーシング                       | シボレー             | 223.760 mph (360 km/h) | 3                    |
| 26                     | 41                   | ウェイド・カニンガム       | A.J.フォイト・エンタープライズ             | ホンダ               | 223.258 mph (359 km/h) | 3                    |
| 27                     | 22                   | オリオール・セルビア       | ドレイヤー&レインボールド・レーシング      | シボレー             | 222.393 mph (358 km/h) | 3                    |
| 28                     | 20                   | エド・カーペンター         | エド・カーペンター・レーシング             | シボレー             | 222.324 mph (358 km/h) | 3                    |
| 29                     | 14                   | マイク・コンウェイ         | A.J.フォイト・エンタープライズ             | ホンダ               | 224.499 mph (361 km/h) | 3                    |
| 30                     | 6                    | キャサリン・レッグ         | ドラゴン・レーシング                       | シボレー             | 221.624 mph (357 km/h) | 3                    |
| 31                     | 39                   | ブライアン・クローソン     | サラ・フィッシャー・ハートマン・レーシング | ホンダ               | 214.455 mph (345 km/h) | 3                    |
| 32                     | 78                   | シモーナ・デ・シルベストロ | HVMレーシング                              | ロータス             | 214.393 mph (345 km/h) | 3                    |
| 33                     | 64                   | ジャン・アレジ             | ファン・フォース・ユナイテッド             | ロータス             | 210.094 mph (338 km/h) | 3                    |
| 参照：インディカー公式 |                      |                            |                                            |                      |                        |                      |

## 決勝
- 『ポイント』は、予選・決勝で獲得したポイントの合計。
- 『（R）』は、2012年インディ500のルーキー。（シーズンのルーキーとは異なる。）
- 『（W）』は、前年までのインディ500優勝経験者。

| 順位                         | No. | ドライバー                   | チーム                                       | エンジン | 周回 | 時間 リタイヤ理由 | スタート 順位 | リード ラップ | ポイント |
| ---------------------------- | --- | ---------------------------- | -------------------------------------------- | -------- | ---- | ----------------- | ------------- | ------------- | -------- |
| 1                            | 50  | ダリオ・フランキッティ（W）  | チップ・ガナッシ・レーシング                 | ホンダ   | 200  | 2:58:51.2532      | 16            | 23            | 54       |
| 2                            | 9   | スコット・ディクソン (W)     | チップ・ガナッシ・レーシング                 | ホンダ   | 200  | 完走              | 15            | 53            | 44       |
| 3                            | 11  | トニー・カナーン             | KVレーシング・テクノロジー                   | シボレー | 200  | 完走              | 8             | 7             | 42       |
| 4                            | 22  | オリオール・セルビア         | ドレイヤー&レインボールド・レーシング        | シボレー | 200  | 完走              | 27            | 0             | 38       |
| 5                            | 2   | ライアン・ブリスコー         | チーム・ペンスキー                           | ホンダ   | 200  | 完走              | 1             | 15            | 45       |
| 6                            | 27  | ジェームス・ヒンチクリフ     | アンドレッティ・オートスポーツ               | シボレー | 200  | 完走              | 2             | 5             | 41       |
| 7                            | 18  | ジャスティン・ウィルソン     | デイル・コイン・レーシング                   | ホンダ   | 200  | 完走              | 21            | 0             | 30       |
| 8                            | 83  | チャーリー・キンボール       | チップ・ガナッシ・レーシング                 | ホンダ   | 200  | 完走              | 14            | 3             | 28       |
| 9                            | 99  | タウンゼント・ベル           | シュミット・ハミルトン・モータースポーツ     | ホンダ   | 200  | 完走              | 20            | 0             | 26       |
| 10                           | 3   | エリオ・カストロネベス (W)   | チーム・ペンスキー                           | シボレー | 200  | 完走              | 6             | 0             | 29       |
| 11                           | 8   | ルーベンス・バリチェロ (R)   | KVレーシング・テクノロジー                   | シボレー | 200  | 完走              | 10            | 2             | 23       |
| 12                           | 98  | アレックス・タグリアーニ     | ブライアン・ハータ・オートスポーツ           | ホンダ   | 200  | 完走              | 11            | 2             | 22       |
| 13                           | 38  | グラハム・レイホール         | チップ・ガナッシ・レーシング                 | ホンダ   | 200  | 完走              | 12            | 0             | 21       |
| 14                           | 4   | J.R.ヒルデブランド           | パンサー・レーシング                         | シボレー | 200  | 完走              | 18            | 0             | 20       |
| 15                           | 19  | ジェームス・ジェイクス (R)   | デイル・コイン・レーシング                   | ホンダ   | 200  | 完走              | 17            | 0             | 19       |
| 16                           | 77  | サイモン・パジェノ (R)       | シュミット・ハミルトン・モータースポーツ     | ホンダ   | 200  | 完走              | 23            | 0             | 18       |
| 17                           | 15  | 佐藤琢磨                     | レイホール・レターマン・ラニガン・レーシング | ホンダ   | 199  | 接触              | 19            | 31            | 17       |
| 18                           | 5   | E.J.ヴィソ                   | KVレーシング・テクノロジー                   | シボレー | 199  | 完走              | 9             | 0             | 18       |
| 19                           | 30  | ミシェル・ジョルディンJr.    | レイホール・レターマン・ラニガン・レーシング | ホンダ   | 199  | 完走              | 22            | 0             | 16       |
| 20                           | 7   | セバスチャン・ボーデ         | ドラゴン・レーシング                         | シボレー | 199  | 完走              | 25            | 0             | 15       |
| 21                           | 20  | エド・カーペンター           | エド・カーペンター・レーシング               | シボレー | 199  | 完走              | 28            | 0             | 15       |
| 22                           | 6   | キャサリン・レッグ (R)       | ドラゴン・レーシング                         | シボレー | 199  | 完走              | 30            | 0             | 15       |
| 23                           | 25  | アナ・ベアトリス             | アンドレッティ・オートスポーツ               | シボレー | 190  | 完走              | 13            | 0             | 16       |
| 24                           | 26  | マルコ・アンドレッティ       | アンドレッティ・オートスポーツ               | シボレー | 187  | 接触              | 4             | 59            | 23       |
| 25                           | 67  | ジョセフ・ニューガーデン (R) | サラ・フィッシャー・ハートマン・レーシング   | ホンダ   | 161  | メカニカル        | 7             | 0             | 18       |
| 26                           | 17  | セバスチャン・サーベドラ     | アンドレッティ・オートスポーツ               | シボレー | 143  | 電気系            | 24            | 0             | 14       |
| 27                           | 28  | ライアン・ハンター＝レイ     | アンドレッティ・オートスポーツ               | シボレー | 123  | サスペンション    | 3             | 0             | 22       |
| 28                           | 12  | ウィル・パワー               | チーム・ペンスキー                           | シボレー | 79   | 接触              | 5             | 0             | 20       |
| 29                           | 14  | マイク・コンウェイ           | A.J.フォイト・エンタープライズ               | ホンダ   | 78   | 接触              | 29            | 0             | 13       |
| 30                           | 39  | ブライアン・クローソン (R)   | サラ・フィッシャー・ハートマン・レーシング   | ホンダ   | 46   | メカニカル        | 31            | 0             | 13       |
| 31                           | 41  | ウェイド・カニンガム (R)     | A.J.フォイト・エンタープライズ               | ホンダ   | 42   | 電気系            | 26            | 0             | 13       |
| 32                           | 78  | シモーナ・デ・シルベストロ   | HVMレーシング                                | ロータス | 10   | 除外              | 32            | 0             | 13       |
| 33                           | 64  | ジャン・アレジ (R)           | ファン・フォース・ユナイテッド               | ロータス | 9    | 除外              | 33            | 0             | 13       |
| リードチェンジ：34回（10人） |     |                              |                                              |          |      |                   |               |               |          |
| 参照：インディカー公式       |     |                              |                                              |          |      |                   |               |               |          |

- リードチェンジ

| ラップ  | No. | ドライバー               |
| ------- | --- | ------------------------ |
| 1       | 27  | ジェームズ・ヒンチクリフ |
| 2-4     | 2   | ライアン・ブリスコー     |
| 5-6     | 27  | ジェームズ・ヒンチクリフ |
| 7-15    | 2   | ライアン・ブリスコー     |
| 16-17   | 27  | ジェームズ・ヒンチクリフ |
| 18-19   | 2   | ライアン・ブリスコー     |
| 20-21   | 26  | マルコ・アンドレッティ   |
| 22      | 2   | ライアン・ブリスコー     |
| 23-44   | 26  | マルコ・アンドレッティ   |
| 45-46   | 98  | アレックス・タグリアーニ |
| 47      | 9   | スコット・ディクソン     |
| 48-49   | 83  | チャーリー・キンボール   |
| 50-73   | 26  | マルコ・アンドレッティ   |
| 74-78   | 9   | スコット・ディクソン     |
| 79      | 83  | チャーリー・キンボール   |
| 80-90   | 26  | マルコ・アンドレッティ   |
| 91-118  | 9   | スコット・ディクソン     |
| 119-123 | 15  | 佐藤琢磨                 |
| 124-125 | 8   | ルーベンス・バリチェロ   |
| 126-146 | 15  | 佐藤琢磨                 |
| 147     | 9   | スコット・ディクソン     |
| 148-152 | 15  | 佐藤琢磨                 |
| 153-159 | 50  | ダリオ・フランキッティ   |
| 160     | 9   | スコット・ディクソン     |
| 161-162 | 50  | ダリオ・フランキッティ   |
| 163-171 | 9   | スコット・ディクソン     |
| 172-173 | 50  | ダリオ・フランキッティ   |
| 174-176 | 9   | スコット・ディクソン     |
| 177     | 50  | ダリオ・フランキッティ   |
| 178     | 9   | スコット・ディクソン     |
| 179-186 | 50  | ダリオ・フランキッティ   |
| 187-193 | 11  | トニー・カナーン         |
| 194     | 50  | ダリオ・フランキッティ   |
| 195-198 | 9   | スコット・ディクソン     |
| 199-200 | 50  | ダリオ・フランキッティ   |

## レース詳細
- スタート

ポールシッターのライアン・ブリスコーが先頭でスタートするが、コントロールライン手前でジェームズ・ヒンチクリフがブリスコーをオーバーテイクする。レースはクラッシュなくクリーンにスタートしたが、シボレーやホンダにくらべてパワーに劣るロータスエンジンを使う2台、ジャン・アレジとシモーナ・デ・シルベストロは、10周が経過した段階で先頭より著しく遅い車を排除するため（ある程度のレーシングスピードが出ていないと他車に危険を招く恐れがある）の「105パーセントルール」により黒旗が掲示され、レースから除外となった。なお、アレジについては、黒旗提示後、シルベストロより1周多くコース上に留まったことにより、2周減算のペナルティを重ねて受けている。
- 前半

ライアン・ハンターレイがマルコ・アンドレッティをオーバーテイクする直前、ルーキーのブライアン・クローソンがターン1でスピン、1回目のフルコースコーションになる。ピット内ではジョセフ・ニューガーデンがエンジンストール(その後レースに復帰)、ダリオ・フランキッティがE.J.ビソと接触しスピンする(33周目にスチュワードがペナルティに当たらないと判断)などの混乱があった。シングルファイルリスタート後の32周目、マルコ・アンドレッティがヒンチクリフとブリスコーを抜いてトップに立ち、その後15周をリードする。37周目には佐藤琢磨がファステストラップを記録する。
46周目に各車アンダーグリーンでピットに入りはじめる。エリオ・カストロネベスがタイヤ装着に手こずりタイムロス、ニューガーデンのマシンにこの日2度目のエンジンストールが発生する。1周遅くピットに入ったターゲット・チップ・ガナッシのフランキッティとスコット・ディクソンがファステストラップを記録する。レースの1/4、50周が終了した時点でトップはアンドレッティ、この時点で6人がラップリーダーとなり12回のリードチェンジがあった。
75周目に再びアンダーグリーンでのピットストップが始まる。79周目、ピットクルーと接触しフロントウィグに損傷を負ったマイク・コンウェイがドライブスルー・ペナルティを受ける。81周目、そのコンウェイがスピンしたところにウィル・パワーが衝突するクラッシュが発生し2回目のコーションになる。88周目のリスタート直後にターン1でアナ・ベアトリスがスピンし3度目のコーションが発生、ヒンチクリフらがピットに入り、フランキッティとディクソンがトップに立つ。
- 後半

レースの半分が終了した時点のトップ10は、ディクソン、フランキッティ、ハンター=レイ、グラハム・レイホール、ジャスティン・ウィルソン、佐藤、チャーリー・キンボール、J.R.ヒルデブランド、タウンゼント・ベルの順。110周目にブリスコ車のトランスミッションに問題が発生、緊急用セッティングが作動し17番手に後退する。113周目にハンター=レイが給油とタイヤ交換でピットイン、これによって上位6台が全てホンダエンジン搭載車になる。115周目にヒルデブランドとレイホール、119周目にフランキッティ、その次の周で37周をリードしたディクソンがピットに入る。ここで佐藤がこの日18番目のリーダーとなり、アンドレッティが2位につける。佐藤が124周目に、ヒンチクリフが125周目にピットインしルーベンス・バリチェロが一時リーダーになるが、126周目には佐藤がリーダーに戻り、フランキッティが後ろにつく。
128周目、ハンター=レイがマシンのサスペンションにトラブルが発生しリタイアする。134周目のトップ5は佐藤、フランキッティ、アンドレッティ、ディクソン、レイホールの順。145周目にアンドレッティがマシンの振動を訴えピットイン、直前にレイホールもピットに入る。146周目にセバスチャン・サベードラのマシンがピットレーン出口で停止したため4度目のコーションが発生、147周目に上位陣がピットに入る。
150周目、リーダーは佐藤、後ろにフランキッティ、ディクソン、ヒンチクリフ、ウィルソン、キンボール、ブリスコー、トニー・カナーン、カストロネベスと続く。リスタートの153周目、バックストレートでフランキッティが佐藤を抜いてトップに、さらに154周目ターン1でディクソンが2位に上がる。160周目にディクソンがフランキッティを捉え、佐藤も2台に迫る。この周でディクソンがトップに立つが161周目ターン1でフランキッティが再びリーダーになる。163周目にニューガーデンのマシンがエンジントラブルで停止し、5度目のコーションが発生する。リスタート前のトップ3にはディクソン、フランキッティと佐藤がつく。171周目のリスタートでウィルソンが佐藤の前に出る、同周でフランキッティがディクソンをオーバーテイクする。
173周目に入った直後、ウィルソンが佐藤とエド・カーペンターに抜かれ、このときコース外側を走ることになったカナーンとキンボールがスピードを落とす。176周目までに28回のリードチェンジがあり、1960年の記録まで残り１回に迫る。178周目にフランキッティがディクソンをオーバーテイクしたことでその記録が更新される。180周目にカーペンターのマシンがスピンしストップ、ウォールに接触はしなかったものの、マーシャルにマシンを方向転換を要求する身振りを見せる(その後レースに復帰)。6度目のコーションが発生するが、リード集団のドライバーたちは給油は必要ないと判断する。187周目にアンドレッティがウォールに接触しリタイアする。
- フィニッシュ

コーション中にリーダーだったカナーンだったが、リスタート直後にフランキッティ、ディクソン、佐藤の後ろ4位に後退する。199周目まではフランキッティとディクソンが立ち代りトップを走るが、フランキッティがディクソンを抜いたところで佐藤がフランキッティのスリップストリームを利用して2人の間に飛び込み2位に浮上する。ファイナルラップのターン1で佐藤がフランキッティのインに入りオーバーテイクを仕掛けるも白線を踏んでスピンする。フランキッティが逃げ切り優勝、ディクソンが2位、カナーンが3位で続いた。
- レース後

表彰台に立ったフランキッティは、ダン・ウェルドンにその勝利を捧げる振る舞いを見せた。彼はファイナルラップについて、佐藤が内側を走れるようスペースを開けたと主張した。対する佐藤は、フランキッティが開けたスペースが狭く、芝生に乗り上げそうになったと述べた。最終的にレースオフィシャルはこの件をレースアクシデントと判断した。

## ギャラリー

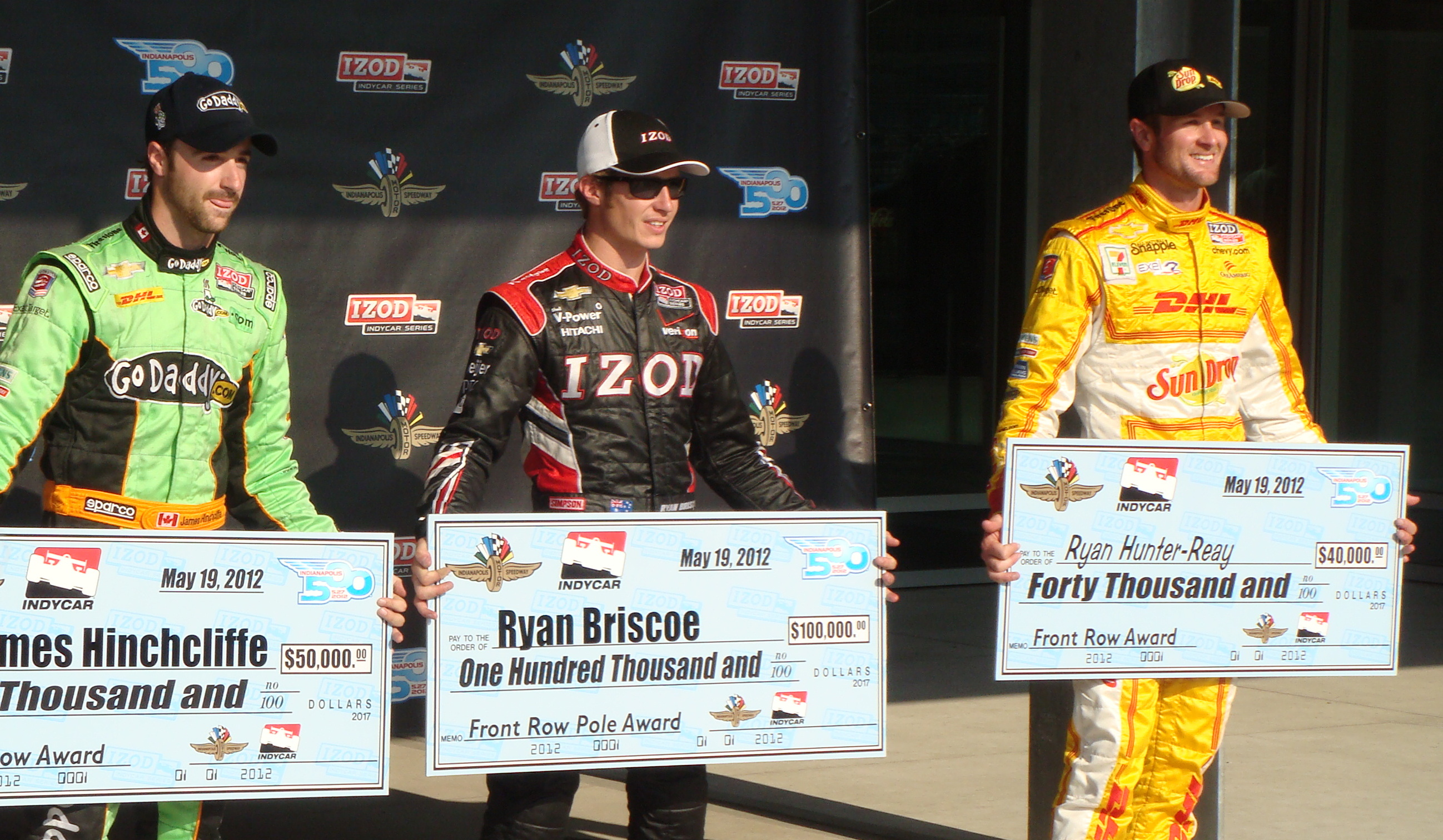
予選上位3人 （左からヒンチクリフ・ブリスコー・ハンター＝レイ）